# Maximilian Grabner
Maximilian Grabner (Vienna, 2 ottobre 1905 – Cracovia, 28 gennaio 1948) è stato un poliziotto e criminale di guerra austriaco capo della Gestapo nel Auschwitz. La famigerata camera di tortura Blocco 11 era l'impero di Grabner. È stato giustiziato per crimini contro l'umanità.

## Biografia
Nato a Vienna, entrò a far parte delle forze di polizia austriache nel 1930 e divenne membro dell'allora illegale partito nazista nel 1933. Dopo l'Anschluss nel 1938, entrò nelle SS e divenne membro della Gestapo. Arrivò a Katowice allo scoppio della seconda guerra mondiale. Fu trasferito al campo di concentramento di Auschwitz meno di un anno dopo dove divenne capo della Politische Abteilung.

### Carriera
Come capo della Gestapo era responsabile, tra le altre cose, della lotta contro il movimento di resistenza nel campo, nonché della prevenzione delle fughe e di ogni contatto dei prigionieri con il mondo esterno. Questi compiti furono svolti con orrenda crudeltà e con un gran numero di incarcerazioni nel bunker del Blocco 11. I membri dello staff di Grabner, come Wilhelm Boger, assicurato alla giustizia solo all'inizio degli anni '60, portarono avanti i cosiddetti interrogatori accurati, durante i quali le vittime venivano sistematicamente torturate.
Grabner, insieme al comandante dello Schutzhaftlager, ha regolarmente avviato le operazioni di sgombero del bunker: i reclusi sono stati esaminati e molti di loro sono stati inviati direttamente nel cortile interno tra il Blocco 10 e il Blocco 11, dove sono stati fucilati. Una volta ordinò a Hans Stark, SS-Untersturmführer, di far cadere lo Zyklon B in una camera a gas. Insieme a Stark, Grabner ha preso parte personalmente alla sparatoria dei commissari russi.

## Processo e condanna
Nel 1943 fu arrestato per furto, rapina e corruzione e un anno dopo fu processato a Weimar. Dopo il processo, è tornato a Katowice. Grabner fu arrestato dagli Alleati nel 1945 e consegnato alla Polonia nel 1947. Nel processo di Auschwitz fu giudicato colpevole di omicidio e crimini contro l'umanità e fu condannato a morte. Grabner fu impiccato il 28 gennaio 1948.